# 卡攻乡
卡攻乡，是中华人民共和国四川省甘孜藏族自治州甘孜县下辖的一个乡镇级行政单位。

## 行政区划
卡攻乡下辖以下地区：
仲穷村、浪子村、安西村、庄果村、亚书村、麻书村、格沙上村、格沙下村、岔拉村和莫衣村。